# 伊拉克足球協會
伊拉克足球協會（阿拉伯语：‎；英语：Iraq Football Association，IFA）是專門管理員伊拉克足球事務的組織。該組織成立於1948年，並在兩年後加入國際足協。同時，伊拉克足球協會還是亞洲足協、阿拉伯足協以及西亞足協的成員。

## 外部連結
- 官方網頁 （页面存档备份，存于） （阿拉伯文）
- 國際足協網頁 （页面存档备份，存于）
- 亞洲足協網頁